# 지자우마 셀레스치누 에바리스투
지자우마 셀레스치누 에바리스투(브라질 포르투갈어: Djalma Celestino Evaristo, 2000년 6월 29일~)는 브라질의 축구 선수이다.

## 참고 문헌
- “지자우마 셀레스치누 에바리스투”. 《김포 FC》. 김포에프씨.